# 駒形町 (湯沢市)
駒形町（こまがたちょう）は、秋田県湯沢市の大字。郵便番号012-0104。本項では同地域にかつて存在した雄勝郡駒形村（こまがたむら）についても記す。

## 地理
湯沢市北東部に位置する。西で杉沢・取上石山・広沢山、南で川連町、東で横手市増田町狙半内、北で横手市増田町戸波・増田町三又・増田町熊淵・増田町荻袋と隣接する。皆瀬川と秋田県道108号川連増田平鹿線が縦貫する。

### 河川
- 皆瀬川

### 小字
- 駒形町の小字は全てで157がある[4]。

字大倉、字大倉赤坂山、字大倉薄倉沢山、字大倉大石山、字大倉太田、字大倉柿木沢、字大倉柿木沢山、字大倉上岩ノ下、字大倉上北田、字大倉上沢田、字大倉藩添、字大倉笹原山、字大倉山居沢、字大倉下岩ノ下、字大倉下北田、字大倉下沢田、字大倉新山、字大倉舘、字大倉出ケ森、字大倉野田、字大倉本観音山、字大倉水上沢山、字大倉来田沢、字大倉若林山、字大門大川端、字大門大道反、字大門上川原、字大門黒沢川反、字大門下川原、字大門常盤野、字大門中曽根、字大門掵、字大門掵下、字大門船橋、字大門牡丹野、字大門本屋敷、字東福寺合長根、字東福寺赤冗沢、字東福寺安台、字東福寺雨池、字東福寺網取沢、字東福寺鼬ケ沢、字東福寺岩倉、字東福寺岩沢、字東福寺臼打沢、字東福寺内田、字東福寺内野、字東福寺上野、字東福寺大沢、字東福寺太田、字東福寺大滝、字東福寺大畠沢、字東福寺大深沢、字東福寺沖、字東福寺遅倉沢、字東福寺桂沢、字東福寺上村、字東福寺桐沢、字東福寺黒石山、字東福寺小滝沢、字東福寺小畑沢、字東福寺小松沢、字東福寺小波良沢、字東福寺十八坂、字東福寺主治台、字東福寺白沢、字東福寺白沢山、字東福寺次郎太郎沢、字東福寺新山森、字東福寺滝ノ口、字東福寺滝平、字東福寺造道向、字東福寺東ノ沢、字東福寺舎人場、字東福寺泥畠、字東福寺中添、字東福寺七曲り、字東福寺南面、字東福寺二ノ回、字東福寺乗掛沢、字東福寺八森、字東福寺掵、字東福寺張山、字東福寺伏部ケ沢、字東福寺蛇沢、字東福寺前田面、字東福寺松倉沢、字東福寺松沢、字東福寺松沢山、字東福寺三ツ小屋、字東福寺三又境、字東福寺三ツ屋、字東福寺村上、字東福寺森合、字東福寺森下、字東福寺山崎、字東福寺山下、字東福寺山根、字東福寺葮ケ沢、字東福寺両替、字戸波伯父ケ沢、字戸波上羽場山、字戸波吉ケ沢、字三又、字三又明戸、字三又沖、字三又上川原、字三又上北田、字三又上羽場、字三又北田、字三又下川原、字三又清水、字三又白幡、字三又高村、字三又永段、字三又中野、字三又中村、字三又林腰、字三又古川尻、字三又古川端、字三又前田面、字三又南、字三又森、字三又森腰、字三又柳、字八面、字八面越後、字八面狼ケ沢、字八面大川反、字八面大川向、字八面狐塚、字八面木戸ケ沢、字八面笹森、字八面佐野、字八面佐野沢、字八面佐野面、字八面清水田、字八面仙道、字八面仙道沢、字八面仙道面、字八面袖沢、字八面寺下谷地、字八面中川原、字八面西川連、字八面西笹森、字八面林、字八面日影平、字八面深沢、字八面前林、字八面前森、字八面松舘、字八面耳取、字八面宮ノ前、字八面村上、字八面村尻、字八面弥後川原、字八面雪戸

## 歴史

### 沿革
- 1889年（明治22年）4月1日 - 町村制施行により、八面村、東福寺村、大門村、大倉村、戸波村、三又村の区域をもって駒形村が発足。
- 1956年（昭和31年）
  - 6月5日 - 川連町と合併し、改めて川連町が発足。同日駒形村廃止。
  - 9月30日 - 川連町が稲庭町・三梨村と合併し、稲庭川連町が発足。
- 1957年（昭和32年）6月1日 - 稲庭川連町のうち旧駒形村域の一部（戸波および三又のうち羽場地区）が平鹿郡増田町に編入。
- 1966年（昭和41年）4月1日 - 稲庭川連町が改称して稲川町となる。
- 2005年（平成17年）3月22日 - 稲川町が湯沢市・雄勝町・皆瀬村と合併し、改めて湯沢市が発足。

## 交通

### バス
羽後交通
- 横手・小安線
  - 平鹿総合病院前 - 横手バスターミナル - 十文字案内所 - 四ツ谷角 - 川連 - 稲庭梺 - 皆瀬庁舎前

### 道路
- 秋田県道108号川連増田平鹿線

## 施設
- 秋田県立稲川支援学校
- 湯沢市立駒形小学校 (廃校)
- 駒形郵便局
- 東福寺簡易郵便局